# Euploea treitschkei
Espèce
Euploea  treitschkei est un insecte lépidoptère  de la famille des  Nymphalidae, de la sous-famille des Danainae et du genre Euploea.

## Dénomination
Euploea  treitschkei nommé par Jean-Baptiste Alphonse Dechauffour de Boisduval en 1832.

## Liste des sous-espèces
- Euploea treitschkei treitschkei'
- Euploea treitschkei aebutia (Fruhstorfer, 1910)
- Euploea treitschkei aenea (Butler, 1882)
- Euploea treitschkei caerulescens (Ribbe)
- Euploea treitschkei dampierensis (Carpenter, 1953)
- Euploea treitschkei eugenia (Fruhstorfer, 1910)
- Euploea treitschkei eulegnica (Carpenter, 1953)
- Euploea treitschkei jessica (Butler, 1869) au Vanuatu et en Nouvelle-Calédonie
- Euploea treitschkei suffusa (Tytler, 1939
- Euploea treitschkei ursula (Butler, 1883)
- Euploea treitschkei viridis (Butler, 1882[1].

## Description
C'est un papillon marron foncé avec une ornementation de taches blanches formant une ligne aux ailes postérieures.

## Biologie

### Plantes hôtes
Les plantes hôtes de sa chenille sont des espèces du genre Hoya (dont Hoya guppyi) et Parsonsia spiralis.

## Écologie et distribution
Euploea treitschkei est présent en Nouvelle-Guinée, au Vanuatu, aux iles Salomon et en Nouvelle-Calédonie.

### Protection
Pas de statut de protection particulier.